# 加藤真也
加藤 真也（かとう まさや）は、日本のラグビーレフリー（審判員）。

## 略歴
2013年からトップリーグレフリーを務める。
その後2017年、A級レフリーに昇格。
そして2021年、第100回高校ラグビー大会決勝をもってトップレフリーを引退した。